# La Septième Vague
Albums de Laurent Voulzy
Gothique flamboyant pop dancing tour
(2004) Recollection
(2008)
La Septième Vague est un album de reprises de chansons par Laurent Voulzy, sorti en 2006. Il est réalisé et arrangé par Laurent Voulzy et Franck Eulry.

## Titres
| No   | Titre                                                                    | Paroles                                                     | Musique                                                     | Adaptation     | Durée |
| ---- | ------------------------------------------------------------------------ | ----------------------------------------------------------- | ----------------------------------------------------------- | -------------- | ----- |
| 1.   | Do You Wanna Dance?                                                      | Robert Freeman                                              | Robert Freeman                                              |                | 3:51  |
| 2.   | La Madrague                                                              | Jean-Max Rivière                                            | Gérard Bourgeois                                            |                | 3:14  |
| 3.   | Oh Lori                                                                  | Bill Alessi - Bobby Alessi                                  | Bill Alessi - Bobby Alessi                                  |                | 3:39  |
| 4.   | Smooth Operator                                                          | St John                                                     | Adu                                                         |                | 4:44  |
| 5.   | Everybody's Got to Learn Sometime                                        | James Warren                                                | James Warren                                                |                | 4:17  |
| 6.   | All I Have to Do Is Dream (duo avec Andrea Corr)                         | Bryant                                                      | Bryant                                                      |                | 3:32  |
| 7.   | La Septième Vague (Bruit de vagues)                                      |                                                             |                                                             |                | 0:33  |
| 8.   | À Bicyclette                                                             | Pierre Barouh                                               | Francis Lai                                                 |                | 3:27  |
| 9.   | Here, There and Everywhere                                               | John Lennon - Paul McCartney                                | John Lennon - Paul McCartney                                |                | 2:38  |
| 10.  | Clair                                                                    | Gilbert O'Sullivan                                          | Gilbert O'Sullivan                                          |                | 3:05  |
| 11.  | Derniers Baisers (Sur les motifs de Sealed with a Kiss)                  | Gary Geld                                                   | Peter Udell                                                 | Pierre Saka    |       |
| 12.  | The 59th Street Bridge Song (Feelin' Groovy) (en duo avec Alain Souchon) | Paul Simon                                                  | Paul Simon                                                  |                | 2:11  |
| 13.  | Yesterday Once More (en duo avec Lenou)                                  | John Bettis                                                 | Richard Carpenter                                           |                | 4:25  |
| 14.  | Le Piano de la plage                                                     | Charles Trenet                                              | Charles Trenet                                              |                | 4:11  |
| 15.  | The Shadow of Your Smile                                                 | Paul Webster                                                | Johnny Mandel                                               |                | 2:22  |
| 16.  | The Captain of Her Heart                                                 | Kurt Maloo                                                  | Felix Haug                                                  |                | 4:39  |
| 17.  | Santiano (Sur les motifs de Santiano)                                    |                                                             |                                                             | Jacques Plante | 4:16  |
| 18A. | Light My Fire                                                            | Jim Morrison - Robby Krieger - Ray Manzarek - John Densmore | Jim Morrison - Robby Krieger - Ray Manzarek - John Densmore |                | 6:21  |
| 18B. | Duel au soleil (Titre caché)                                             | Robert Farel - Étienne Daho                                 | Jérôme Soligny                                              |                | 3:51  |

## Classement hebdomadaire
| Classement (2006)            | Meilleure position |
| ---------------------------- | ------------------ |
| Belgique (Wallonie Ultratop) | 1                  |
| France (SNEP)                | 1                  |
| Suisse (Schweizer Hitparade) | 7                  |

## Certifications
| Pays           | Certification |
| -------------- | ------------- |
| France (SNEP)  | Diamant       |
| Belgique (BEA) | Platine       |
| Suisse (IFPI)  | Or            |